# België op het Eurovisiesongfestival 1983

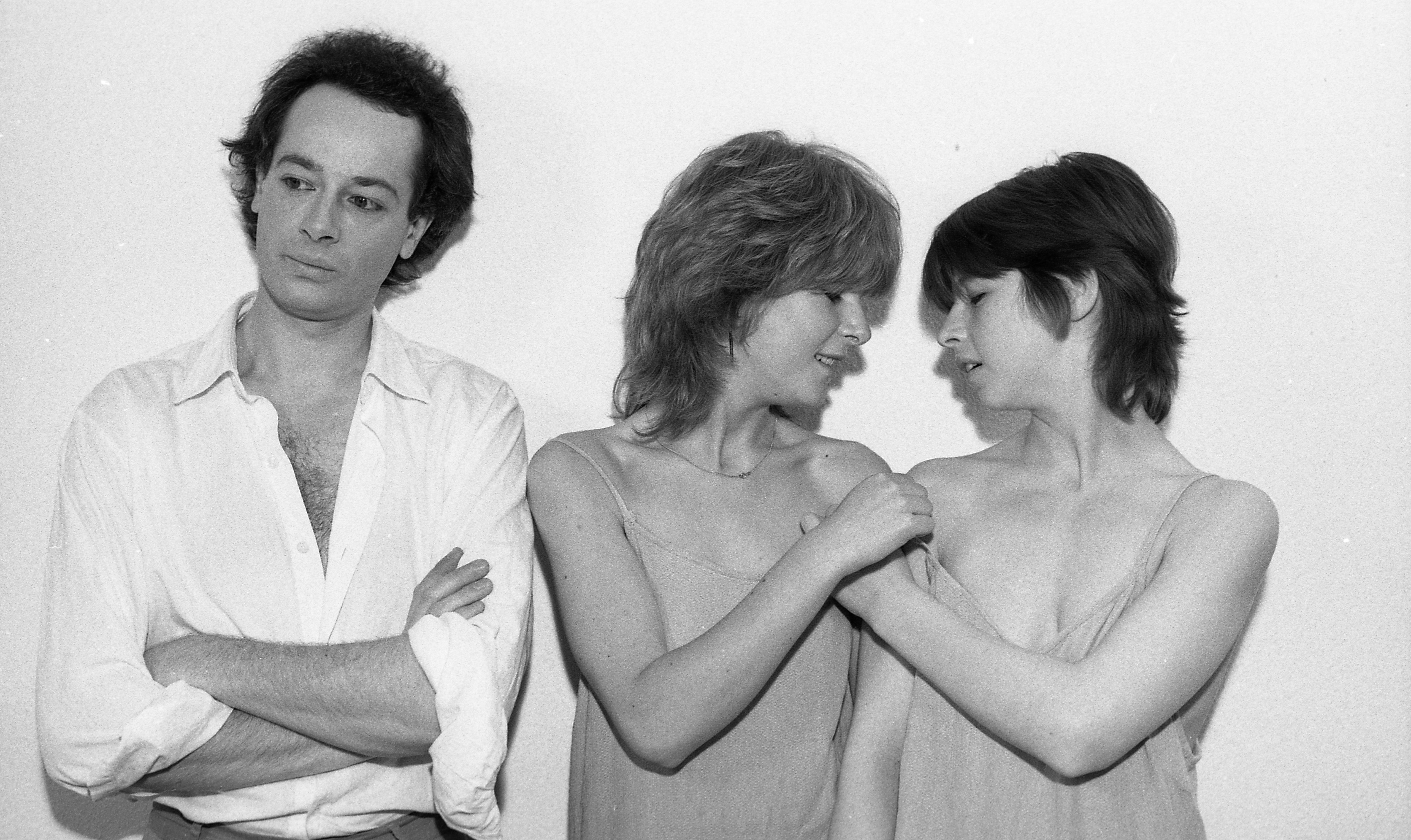
Pas de Deux

België nam deel aan het Eurovisiesongfestival 1983 in de West-Duitse stad München. Het was de 28ste deelname van het land op het Eurovisiesongfestival. De band Pas de Deux kwam in Munchen niet verder dan de 18e plaats met het lied Rendez-vous.

## Selectieprocedure voor de Belgische afvaardiging
De Belgische preselectie voor het songfestival verliep via Eurosong 1983. Vanuit het Amerikaans Theater te Brussel presenteerde Luc Appermont op 19 en 26 februari en 5 maart drie voorronden met telkens drie mannelijke, respectievelijk vrouwelijke artiesten en groepen die op hun beurt elk drie liedjes vertolkten. Een BRT-jury koos voor elke artiest telkens het beste van de drie nummers. Die negen uitverkoren nummers kwamen tegen elkaar uit in de finale op 19 maart. Elk lid van de professionele jury mocht één, vijf, zeven en tien punten uitdelen. Toen bleek dat het Leuvense trio Pas de Deux de meeste punten kreeg voor het experimentele Rendez-vous, ontstond er veel tumult en boegeroep in het Amerikaans Theater. Een groot deel van het publiek verliet de ruimte zodat Hilde van Roy, Dett Peyskens en Walter Verdin de bisversie van hun winnend nummer voor een nagenoeg lege zaal mochten brengen. Ook nadien bleef het verzet groot. Dat nam zelfs de vorm aan van petities om de BRT op andere gedachten te brengen, zonder succes.
Einduitslag van de Belgische preselectie:
| Plaats | Artiest       | Lied                     | Punten |
| ------ | ------------- | ------------------------ | ------ |
| 1      | Pas de Deux   | Rendez-vous              | 67     |
| 2      | Sofie         | Nummer één               | 40     |
| 3      | Wim De Craene | Kristien                 | 34     |
| 4      | Bart Kaëll    | Symfonie                 | 32     |
| 5      | Yvette Ravell | Als je droomt van liefde | 6      |
| 6      | Gene Summer   | Zonder wikken en wegen   | 2      |
| 7      | Espresso      | Love                     | 1      |
| 7      | Marina Marcia | Tic-tac                  | 1      |
| 7      | Venus         | Bye bye Scoubidou        | 1      |

## In München
In München moest België op 23 april aantreden als 19de na Oostenrijk en voor Luxemburg. Na de puntentelling bleek dat Pas de deux op een 18de plaats was geëindigd met een totaal van 13 punten. Nederland had geen punten over voor de inzending.
In München werd duidelijk dat Europa niet klaar was voor een muzikaal progressief experiment. Luxemburg won met een traditionele ballade.

### Gekregen punten
| 12 punten | 10 punten             | 8 punten | 7 punten | 6 punten   |
| --------- | --------------------- | -------- | -------- | ---------- |
|           |                       | - Spanje |          |            |
| 5 punten  | 4 punten              | 3 punten | 2 punten | 1 punt     |
|           | - Verenigd Koninkrijk |          |          | - Portugal |

### Punten gegeven door België
| 12 punten | Joegoslavië |
| 10 punten | Israël      |
| 8 punten  | Luxemburg   |
| 7 punten  | Noorwegen   |
| 6 punten  | Duitsland   |
| 5 punten  | Zweden      |
| 4 punten  | Cyprus      |
| 3 punten  | Oostenrijk  |
| 2 punten  | Nederland   |
| 1 punt    | Zwitserland |